# Бранислав Д. Лазић
Бранислав Д. Лазић (Ниш, 17. јун 1903 — Београд, 1966) био је српски учитељ, просветни радник, шефа кабинета бана Вардарске бановине, писац бројних кљижевних дела за децу, приповедака и моногрфија, који је своју радну каријеру окончао на скромном месту правног референта у Издавачкој кући „Нолитˮ у Београду.
На Завичајном одељењу Народне библиотеке „Стеван Сремацˮ у Нишу чува се интелектуална заоставштина Бранислава Д. Лазића, захваљујући донацији његовог сина проф. др Драгана Лазића, и ћеркама Ксенији Лазић и Бојани Дељанин (који су, свесна значаја, сачували све што је Бранислав Д. Лазић написао). Већином у рукопису, његово литерарно дело је остало непознато или недовољно познато и истраживачима културне историје Ниша. С обзиром на то да се ради о књижевној заоставштини, која је у сваком случају документ духовног, културног и књижевног живота из прошлости Ниша, оправдавало је напоре да се књижевно стваралаштво Бранислава Лазића публикује, па је Народна библиотека „Стеван Сремацˮ у Нишу одбрала за објављивање збирку приповедака симболичног назива „Стари вакатˮ (старо време).

## Живот и рад
Рођен је у Нишу 17. јуна 1903. године у чиновничкој породици која је живела на крају данашње Југ-Богданове улице. Са дванаест година остао је без оца који је умро 1915. од пегавог тифуса, који је харао Нишом 1915. године у време Великог рата. Оставши без оца као ослонца, са мајком и две сестре, о којима је морао да се брине и стара, марљиво је радио и учио и завршио Гимназију у Нишу.
Са осамнаест година, искористивши законске погодности по којима су и свршени гимназијалци могли да раде као учитељи, започео је да се бави просветним позивом. Осам година је са супругом, другарицом из разреда, Јулијаном, девојачко Баљић учио децу по селима Србије. Службовао је у Лозници, Седлару, Трапоњу, Тврдојевацу, Касидолу, Ратарима, Баждареву, Вишњици... да би, по тадашњој пословној политици државе, заслужио место у граду.
Учитељску каријеру завршио је у Суботици, 1934. године, након што је исте године окончао студије права на тамошњем Правном факултету. Са факултетском дипломом постао је државни службеник, у државној управи у Бања Луци, и у њој био запослен годину дана.
Следе нови премештаји за службом у другим крајевима Краљевине Југославије. Овога пута 1936. године са породицом се преселио у Скопље. И поред бројних обавеза на месту шефа кабинета бана Вардарске бановине, на коме је био у сталној комуникацији са политичком и интелектуалном елитом тог доба у Скопљу, жељан нових сазнања, без обзира на бројне обавезе, дипломирао је 1940. године студије књижевности на Филозофском факултету у Скопљу.

На почетку Другог светског рата заједно са породицом поново се преселио, али овога пута, са напокон вратио у родни Ниш. 
Опет је морао да се бори за егзистенцију породице у веома неповољним условима окупације града. Касније, у немирним временима и политичким превирањима, није могао да нађе стално запослење и заједно са породицом се селио из града у град. Поред Ниша, радио је у Ћуприји, Јагодини, Параћину, Великом Градишту, да би своју радну каријеру окончао на скромном месту правног референта у Издавачкој кући „Нолитˮ у Београду.
Преминуо је у Београду 1966. године у шездесет трећој години живота. Данас од његових потомака у Нишу живи унука проф. др Марина Илић, a у Чикагу унука Биљана Веселиновић.

## Дело
Где год да је учио децу или пак управљао школом, испољавао је велики ентузијазам, тако да је 1931. године награђен Орденом Светог Саве. Касније, у периоду интелектуалне зрелости, он је своју педагошку делатност заокружиио објављивањем низа уџбеника за основне школе (често у коауторству са Савом Павићевићем). Била су то разна педагошка упутстава, бројни едукативни чланаци, а, пошто су му деца била велика љубав и подстицај у стваралачком смислу, и бројна литература за децу.

На основу података који се наводе у његовој биографији, године проведене у Скопљу биле су му најплодоносније у каријери, а потом: 
Како је залазио у зреле године, све се више мислима враћао у свој родни град који му је постао духовно уточиште и инспирација. И заиста, већина његових романа и приповедака је плод књижевног стваралаштва инспирисаног сетом, али и великом љубављу према патријархалном Нишу и његовим људима.

### Монографске публикације
- Буквар : за I разред народних школа / Бранислав Д. Лазић, Сава Павићевић. - Београд : Књижара Косте Јов. Михаиловића, 1939. - [69] стр. : илустр. ; 23 cm
- Живот у песми / Бранислав Д. Лазић. - Скопље : Задужбинска штампарија Вардарске бановине „Немања”, 1940. - 59 стр. : илустр. ; 22 cm
- Искрице / Бранислав Д. Лазић. - Београд : Издавачка књижара „Рајковић”, [б.г.]. - 62 стр. : илустр. ; 21 cm
- Из царства дечјих снова : басне / Бранислав Д. Лазић. - Београд : Књижара Јеремије Ј. Џелебџића, 1937. - 52 стр. : илустовано ; 21 cm
- Југословенски декламатор : за ђаке основних школа / Бранислав Д. Лазић, Сава П. Павићевић. - 2. изд. - Београд : Издавачка књижарница „Рајковић”, [б.г.]. - 127 стр. : илустр. ; 20 cm
- Мала граматика српскохрватског језика : за ђаке IV разреда основних школа / Сава П. Павићевић, Бранислав Д. Лазић. - 2. изд. - Београд : Издавачка књижарница Душана М. Делића, [1939?]. - 69 стр. : илустр. ; 20 cm
- Мала граматика српскохрватског језика : за ђаке II разреда основних школа / Саво П. Павићевић, Бранислав Д. Лазић. - 2. изд.. - Београд : Издавачка књижарница Душана М. Делића, [б.г.]. - 64 стр. : илустр. ; 20 cm
- Мала граматика : за ђаке III разреда основних школа / Бранислав Д. Лазић, Сава П. Павићевић. - Београд : Књижара Бор.Ј. Димитријевића, 1933. - 48 стр. ; 21 cm
- Мала граматика српскохрватског језика : за ђаке III разреда основних школа / Бранислав Д. Лазић, Сава П. Павићевић. - 5. изд. - Београд : Издавачка књижарница Душана М. Делића, [1938?]. - 61 стр. : илустр. ; 19 cm
- Поуке из језика / написао и илустровао Бранислав Д. Лазић. - Београд : Књижара Јеремије Ј. Џелебџића, 1934. - 57 стр. : илустр. ; 20 cm
- Приче са бистрог потока / Бранислав Лазић ; илустровао Ђурђе Теодоровић. - Београд : Дечја књига, 1955. - 85 стр. ; 20 cm
- Поуке из језика / написао и илустровао Бранислав Д. Лазић. - Београд : Књижара Јеремије Ј. Џелебџића, 1934. - 57 стр. : илустр. ; 20 cm
- Упутство за предавање буквара / од Бранислава Д. Лазића и Саве П. Павићевића. - Скопље : [“Немања” Бановинска штампарија ], 1939. - 59 стр. ; 24 cm
- Приручник : са Уредбом о дисциплинској одговорности школских надзорника и наставника народних школа / Бранислав Д. Лазић. - Београд : Издавачка књижарница ˮРајковић”, [1936?]. - 64 стр. ; 18 cm